# Jenni Dahlman
Jenni Dahlman, född 27 oktober 1981 i Pikis, är en finländsk tidigare fotomodell. 2004–2014 hette hon Jenni Dahlman-Räikkönen.
Jenni Dahlman, som hon då hette, blev Miss Scandinavia 2000. Hon var mellan 2004 och 2012 gift med racerföraren och före detta Formel 1-världsmästaren Kimi Räikkönen, som hon träffade i början av 2002. Paret bodde i Baar i Schweiz men hade också en lägenhet i Helsingfors.